# خيرونيمو لوبيث موثو
جيرونيمو لوبيز موزو (خيرونا، إسبانيا، 15 مايو 1942 - مدريد، 19 يونيو 2024) كان كاتبًا مسرحيًا وناقدًا ومؤلفًا إسبانيًا.
كان مهندسًا بحكم المهنة. كتب نحو مئة عمل مسرحي، نُشر معظمها ومُثلت على خشبات المسرح.
| `جيرونيمو لوبيث موزو (خيرونا، إسبانيا، 15 مايو 1942 - مدريد، 19 يونيو 2024) |                                             |                                             |
| معلومات شخصية                                                               |                                             |                                             |
| تاريخ الميلاد: مكان الميلاد                                                 | 15 مايو 1942 خيرونا، إسبانيا                | 15 مايو 1942 خيرونا، إسبانيا                |
| تاريخ الوفاة                                                                | 19 يونيو 2024 (عن عمر ناهز 82 عامًا)         | 19 يونيو 2024 (عن عمر ناهز 82 عامًا)         |
| مكان الوفاة                                                                 | مدريد، إسبانيا                              | مدريد، إسبانيا                              |
| معلومات مهنية                                                               |                                             |                                             |
| المهنة                                                                      | كاتب، كاتب مسرحي، ناقد مسرحي                | كاتب، كاتب مسرحي، ناقد مسرحي                |
| المجال                                                                      | الدراما والنقد المسرحي                      | الدراما والنقد المسرحي                      |
| سنوات النشاط                                                                | حاليا                                       | حاليا                                       |
| `اللغة الأدبية:                                                             | الإسبانية                                   | الإسبانية                                   |
| النوع الأدبي                                                                | المسرح                                      | المسرح                                      |
| أبرز الأعمال                                                                | Crap, fábrica de municiones, Como reses     | Crap, fábrica de municiones, Como reses     |
| العضوية                                                                     | عضو في أكاديمية الفنون المسرحية في إسبانيا  | عضو في أكاديمية الفنون المسرحية في إسبانيا  |
| الجوائز                                                                     | جائزة أرنيتشيس للمسرح الجائزة الوطنية للأدب | جائزة أرنيتشيس للمسرح الجائزة الوطنية للأدب |
| [editar datos en Wikidata]                                                  |                                             |                                             |

وُلد خيرونيمو لوبيز موزو في خيرونا عام 1942، حيث أُرسل والده كعقوبة بسبب ولائه للجمهورية خلال الحرب الأهلية الإسبانية. في طفولته، انتقل مع عائلته إلى عدة مدن حتى استقروا في مدريد. اكتشف شغفه بالمسرح خلال فترة المراهقة من خلال قراءاته لكتّاب مثل تشيخوف، باروخا، خوان رامون خيمينيث، ودوستويفسكي.
أولى مسرحياته "الخطاب أو نظرية الأعداد التبادلية" (1964) عُرضت عام 1965 في مسرح سان فرناندو على يد فرقة TEU في إشبيلية. كان من ضمن الجيل المسمى "المسرح الإسباني الجديد". شارك في تحرير وكتابة العديد من مجلات المسرح، كما شارك بنشاط في عدة جمعيات ثقافية ومجموعات مستقلة وجامعية مثل TEU في مورسيا، فرقة "ليبريخانو"، رابطة كتّاب المسرح (AAT)، الرابطة الإسبانية لمسرح الطفولة والشباب (AETIJ)، المعهد الدولي للمسرح (IIT)، والاتحاد الوطني للمسرح الجامعي الذي كان من مؤسسيه عام 1967.
كمسرحي، كتب أعمالًا فردية وشارك أيضًا في أعمال جماعية وتعاون في تأليف نصوص. عانت معظم أعماله المبكرة من رقابة شديدة، رغم أن بعض المسرحيات نُشرت أو جرى عرضها على يد فرق تحدّت القيود الرقابية.
يُعد مع خوسيه سانتشيس سينيستيرا من أبرز المدافعين في النصف الثاني من القرن العشرين عن أهمية الكلمة والنص في المسرح.
نال تكريمًا في الدورة الرابعة عشرة لمهرجان المسرح الإسباني لمؤلفين معاصرين عام 2006.
بين عامي 1987 و2002، نُشرت عدة مسرحيات له تناولت الحاجة إلى استعادة ذاكرة الحرب الأهلية الإسبانية، وتأثير الديكتاتورية الفرنكوية على كتابة الذاكرة الجماعية عن الماضي القريب في إسبانيا.
مسرحيته "النسيان مليء بالذاكرة"، الصادرة عام 2002، اختيرت كواحدة من الأعمال التي مثلت خمس مدارس مسرحية رئيسية في المشهد المسرحي الإسباني. كما طُرحت تساؤلات حول ما إذا كانت هذه الأعمال تدخل ضمن ما يُعرف بالمسرح ما بعد الحداثي.
أعاد لوبيز موزو تعريف مفاهيم أساسية تتعلق بالذاكرة، مثل: كيف تُعرَّف الذكرى، النسيان، الذاكرة الجماعية، والذاكرة التاريخية. ويُوجّه هو وكتّاب آخرون نقدًا للرواية الرسمية للتاريخ، ويطرحون رؤيتهم حول ما يرونه كتابة حقيقية لتاريخ إسبانيا الحديث.
كانت فترة 1967–1975 غنيّة بالنشاط والتجارب. عمل بشكل فعّال مع مجموعات مستقلة وجامعية، منها TEU في مورسيا بقيادة سيزار أوليفا، وفرقة "ليبريخانو" بقيادة خوان بيرنابي. شارك في أعمال جماعية وكتب مسرحيات بالتعاون مع كتّاب آخرين، مثل مسرحية "فرناندو" التي شارك فيها ثمانية كتّاب. لكنه لم يتوقف عن الكتابة الفردية، وأثمرت جهوده عن مسرحية "الفوضى 36"، تبعتها خمسة نصوص أخرى.
عانت معظم هذه الأعمال من الرقابة، إلا أن بعضها نُشر أو عُرض رغمًا عن القيود، بفضل جرأة بعض الفرق المسرحية. ورغم صعوبة الوصول إلى الجمهور والقراء، حصل على عدة جوائز منحتْه دعمًا معنويًا مهمًا، مثل جائزة سيتخيس، الجائزة الوطنية للمؤلفين الجامعيين، وجائزة كارلوس أرنيشيس، والتي شجعته على الاستمرار وعدم التراجع.

## الجوائز
- الجائزة الوطنية للمؤلفين الجامعيين سنة 1968 عن عمل Collage occidental.
- فاز بجائزة أرنيش سنة 1979 عن مسرحية Como reses التي كتبها بالاشتراك مع لويس ماتيا.[1]
- الجائزة السادسة والعشرون تيرسو دي مولينا سنة 1996 عن مسرحية Ahlán.[1]
- الجائزة الوطنية للأدب المسرحي سنة 1998 عن Ahlán.[1]
- ميدالية من جمعية مخرجي المسرح في إسبانيا سنة 2005.
- الجائزة الأيبروأمريكية للدراما الموجهة للأطفال والشباب سنة 2009.[1]
- جائزة عن مجمل مسيرته من اتحاد المسرح الجامعي الإسباني سنة 2022.

## الإنتاج الأدبي
- Los novios o la teoría de los números combinatorios (1964)
- El deicida (1965)
- Los sedientos (1965)
- La renuncia (1966)
- El testamento (1966)
- Moncho y Mimí (1967)
- Collage occidental (1967), Premio Nacional para Autores Universitarios de 1968.
- Blanco en quince tiempos (1967)
- Negro en quince tiempos (1967)
- El retorno (1968)
- Crap, fabrica de municiones (1968)
- Matadero solemne (1969)
- Guernica (1969)
- Maniquí (1970)
- La gota estéril (1970) en colaboración con Luis Matilla, Ángel García Pintado y Miguel Arrieta.
- Réquiem por los que nunca bajan y nunca suben (1970)
- Anarchia 36 (1971)
- ¡Es la guerra! (1971)
- El Fernando (1972), en colaboración con otros siete autores (José Arias Velasco, Ángel García Pintado, Manuel Martínez Mediero, Luis Matilda, Manuel Pérez Casaux, Luis Riaza y Germán Ubillos) y el Teatro Universitario de Murcia.
- El caserón (1972)
- Espectáculo Andalucía (1972)
- Los conquistadores (1973) en colaboración con Luis Matilla y Juan Margallo.
- Parece cosa de brujas (1973) en colaboración con Luis Matilla
- Los fabricantes de héroes se reúnen a comer (1975) en colaboración con Luis Matilla.
- Por venir (1975) creación colectiva del grupo Bojiganga.
- Comedia de la olla romana en que cuece su arte la lozana (1977)
- Como reses (1979) en colaboración con Luis Matilla. Premio Arniches en 1979.
- En busca del sexo perdido (1979)
- Compostela (1980)
- La flor del mal (1980)

- El paraíso. Perdido. De Gaucín (1981)
- La diva (1982)
- Bagaje (interior español) (1983)
- Viernes 29 de julio de 1983, de madrugada (1984). Publicada en la antología Tiempos muertos. Ed. La Avispa, 1985).
- La maleta de X (1984). Publicada en la antología Tiempos muertos. Ed. La Avispa, 1985).
- La viruela de la humanidad (1984). Publicada en la antología Tiempos muertos. Ed. La Avispa, 1985).
- Sociedad limitada, S.A. (1984). Publicada en la antología Tiempos muertos. Ed. La Avispa, 1985).
- El adiós sin ceremonia y las ceremonias del adiós (1984). Publicada en la antología Tiempos muertos. Ed. La Avispa, 1985).
- D.J. (1986).
- Representación irregular de un poema visual de Joan Brossa (1986)
- Inauguración y clausura (apócrifas) del XIII Festival de teatro de Sitges (1986)
- Los personajes del drama (1987)
- A telón corrido (1988)
- Madrid-París (1988)
- Yo, maldita india (1988)
- La boda de media noche (1989)
- Eloídes (1990)
- La otra muerte de flor de otoño (1990)
- Objeto del deseo (1991)
- La misma historia, poco después (1992)
- Tartufo (1994), versión de la obra de Molière.
- Ahlán (1995), XXVI Premio Tirso de Molina en 1996. Premio Nacional de Literatura Dramática en 1998.
- Los ojos de Edipo (1996)
- El engaño a los ojos (1997)
- Combate de ciegos (1997)
- Haciendo memoria (1997)
- Menina Teresa (1998)
- La infanta de Velázquez (1999)
- El arquitecto y el relojero (1999)
- Puerta metálica con violín (2000)
- Hijos de hybris (2001)
- Ella se va (2001)
- Cinco variaciones para una acción teatral (2001)
- El olvido está lleno de memoria (2002)
- Las raíces cortadas (2003)
- María Galiana, el sueño de una noche de teatro (2003)
- Bajo los rascacielos (Manhattan cota -20) (2004)
- El escritor y su biógrafo (2004)
- Extraños en el tren/todos muertos (2004)
- En aquel lugar de La Mancha (2005)
- Nuestros niños, nuestro futuro (2005)
- La verdad de los sueños (2006)
- El biógrafo amanuense (2006)
- Los Macbeth (2007)
- Puerta del sol. Un episodio nacional (2008)
- Craneo privilegiado (2008)
- El dramaturgo escribe una obra breve de encargo (2009)
- La bella durmiente (2010)
- El apuntador (2011)
- Discurso bufo en la plaza de san Pedro (2011)
- Cúpula Fortuny (2011)
- Aquel Fernando (2011)
- José Barbacana (2013)
- El juego de los esclavos (2013)
- Nada nuevo bajo el sol (2015)
- Pedro de Urdemalas (2015)
- Un actor en busca de personaje (2016)
- Comedia de una tentativa (2016)
- Orden de alejamiento (2017)
- El in(v/f)ierno de Khaled Massoud, actor (2019)
- Quedarse en casa, una experiencia exótica (2020)
- Machu Picchu (2020)
- Diálogos de la espera (2020)
- El viajero varado (2020)
- ¡Que revienten los viejos! (2020)
- Camino a Extinción, donde la nada (2020)
- Aquellos viejos antifascistas (2021)
- Desde la valla (2022)
- Cuando se apague la luz, el silencio (2024)

### القصص والحكايات
- El cazador (1973)
- La casa de las luces (1973)
- El pantano (1978)
- Quelonia del mediterráneo (1979)
- El secuestro del hijo de Juan Ruiz (1979)
- Retrato de familia en la estación de ferrocarril (1984)
- El día en que la infanta de Velázquez conoció a Tadeusz Kantor (1998)
- Un encuentro inesperado (1999)
- Cita en Sevilla (1999)
- Noche de perros (2001)
- El biógrafo amanuense (2004)

### رواية
- El happening de Madrid (1978)

### مقال
- Teatro de barrio/teatro campesino (apuntes) (1974)
- La mano en el cajón (2011)

### كتابات اخرى
- Almería (apuntes de un viaje) (1965)
- Memoria de los jardines del Retiro (2007)
- A tal máscara tal cara (o viceversa) (2012)

## انظر ايضا
خوسيه سانتشيس سينيستيرا
جمعية مؤلفي المسرح
"الفصل الأول"